# Михаило Т. Смиљанић
Михаило Смиљанић (Љубиш, код Чајетине, 1841 — Равни, код Ужица 1913) био је правослани свештеник и народни посланик Златиборског среза.

## Биографија
Рођен је 1841. године у златиборском селу Љубишу. Четири разреда гимназије и богословију завршио је у Београду. Послије завршетка школовања радио је једно кратко вријеме као учитељ у Добрињу, након чега је, 1866. године, дошао за свештеника у село Равни, на источној граници Златибора.
Године 1867. године наслиједио је проту Захарија Захарића на мјесту народног посланика Златиборског среза, и ту дужност је вршио, са мањим прекидима, све до 1903. године. Припадници и симпатизери конкурентске Напредне странке проглашавали су га за хајдука.
Умро је 1913. године.